# Lever House
Il Lever House è un grattacielo sito a 390 Park Avenue in Midtown Manhattan tra la 53^ e 54^ strada, a New York progettato da Gordon Bunshaft e Natalie de Blois (design coordinator) dello studio d'architettura statunitense Skidmore, Owings and Merrill.
Completato nel 1952 secondo i canoni architettonici espressi dall'International Style, è simile per fattezze al Seagram Building progettato da Ludwig Mies van der Rohe nel 1958. Costruito dal 1950 al 1952 e destinato ad accogliere gli uffici dell'industria britannica del sapone Lever Brothers è stato fin dall'inizio il progetto prediletto dal presidente della compagnia Charles Luckman, definito dalla rivista Time con l'appellativo di "Boy Wonder". Luckman lasciò l'incarico di presidente prima del completamento del grattacielo per intraprendere una carriera in proprio come architetto per progetti come il Madison Square Garden e il masterplan per l'Aeroporto di Los Angeles.

## Architettura
Di forma parallelepipeda, alto 94 metri, si sviluppa per 24 piani con un sistema strutturale in acciaio a pianta quadrangolare e ortogonale. I prospetti sono stati realizzati con il sistema di facciata continua definito curtain wall, presentando questa soluzione innovativa già sperimentata nel United Nations Secretariat Building.
La costruzione del Lever House ha segnato una profonda transizione dello stile architettonico della Park Avenue, passando da un'elegante boulevard formata da edifici con prospetti in muratura, alle nuove torri in acciaio e vetro che hanno segnato lo stile architettonico dei nuovi quartier generali delle corporation.
L'edificio è stato designato come un landmark di New York City nel 1982 e nel 1983 classificato nel Registro Nazionale degli edifici storici.
L'edificio svetta per 24 piani ricoperto da una livrea vetrata blu-verde (curtain wall) fissata su una struttura in acciaio secondaria che grava sulla struttura portante principale. Il curtain wall è stato progettato per ridurre i costi di manutenzione e di messa in opera. La facciata è completamente sigillata non prevedendo elementi vetrati mobili. Il microclima interno permette numerosi risparmi sulla refrigerazione dell'aria in quanto i vetri utilizzati riescono perfettamente a resistere alla rifrazione del calore. Gli elementi della facciata sono stati fabbricati e assemblati dalla General Bronze Corporation, la stessa impresa che ha realizzato la facciata del palazzo della Nazioni Unite.
Il piano terra inizialmente conteneva inquilini ed è caratterizzata da una pianta libera strutturata da una maglia ortogonale di pilastri in acciaio in cui vengono inseriti la reception e gli spazi di logistica. In uno spazio centrale viene sistemata un'area verde. Il secondo piano si sviluppa per tutta la superficie del lotto e organizzato sempre all'interno di una maglia ortogonale, presenta al centro in posizione asimmetrica, una bucatura a corte quadrata con tripla luce, che permette l'illuminazione anche degli spazi più interni. 
Il terzo piano rappresenta la base vera e propria da cui parte l'edificio longilineo che si svilupperà in seguito di altri 21 piani. Oltre gli spazi di collegamento è costituito da un'intera parte libera. 

## Il restauro
Nel 1982 la New York City Landmarks Preservation Commission designò il Lever House come un landmark ufficiale. Con il tempo l'originale brillantezza della facciata è diminuita radicalmente, per effetto dell'esposizione solare e degli agenti atmosferici. La pioggia meteorica lentamente si è infiltrata nelle strutture in acciaio causando danni dovuti alla ossidazione dei montanti che espandendosi hanno provocato numerose fenditure nei vetri. Negli anni novanta persistono solo l'1% delle vetrate originali presentando una differenziazione del colore piuttosto differente in molti punti del prospetto.
Nel 1985 il lotto è stato acquistato da Sarah Korein della Goelet Estate mentre l'edificio rimaneva sempre di proprietà della Unilever fino al settembre del 1997 quando trasferì la Lever Brothers a Greenwich nel Connecticut. 
La proprietà nel 1998 passò nelle mani dei magnati immobiliari Aby Rosen e Michael Fuchs, la famiglia Korein/Kleinhans tenne comunque una cospicua quota e firmarono un nuovo contratto di locazione con la ditta di Rosen, RFR Holding LLC, richiedendo alla RFR di eseguire un ripristino completo della facciata (curtain wall) dell'edificio. RFR ha negoziato un accordo lease-back che permette a Unilever di tenere possesso dei primi quattro piani. Subito dopo l'acquisizione, RFR holding ha annunciato un programma di miglioramento del capitale 25 milioni di dollari compresa un restauro della parete divisoria della costruzione e spazi pubblici.
Il controtelaio in acciaio è stato sostituito insieme agli infissi deteriorati in alluminio, con una soluzione che rispecchia i canoni del Movimento Moderno apparentemente identici agli elementi originali. Tutti i montanti e calotte arrugginite sono stati sostituite con nuovi ed identici elementi in acciaio inox. Tutto il vetro è stato rimosso per far posto a nuove lastre quasi identiche alle originali e conformi alle norme energetiche attuali.
Il progetto di ristrutturazione comprendeva l'aggiunta di panche di marmo e di un giardino di sculture di Isamu Noguchi nella piazza al piano terra. Nel 2003, il Lever House Restaurant è diventata la prima azienda ad operare con un ristorante nella Lever House al piano terra e successivamente ha vinto il premio Best Service del New York Magazine York Magazine nel 2004. Lever House Restaurant ha chiuso all'inizio del 2009. A partire da ottobre 2009 il ristorante Casa Lever occupa lo spazio dell'ex Lever House Restaurant.

## Spazio per le arti
Sin dal completamento della ristrutturazione del Lever house, la piazza e la lobby sono state usate come gallerie d'arte dalla Lever House Art Collection. Le esposizioni hanno incluso alcuni lavori come la Vergine Madre di Damien Hirst, Bride Fight di E.V. Day, The Hulks di Jeff Koons, Snow Queen di Rachel Feinstein, Robert Towne di Sarah Morris, oltre a numerose sculture di Keith Haring. Nel Maggio 2008 è stata esibita la collezione di Bronzi di Tom Sach.